# Trapel
La Trapel est une rivière française qui coule dans le département de l'Aude. C'est un affluent gauche de l'Aude.

## Géographie
Le Trapel prend sa source dans la région du piémont de la Montagne Noire, à une altitude de plus ou moins 400 mètres, sur le territoire de Fraisse-Cabardès, localité située au nord-ouest de Carcassonne et à l'est de Castelnaudary. 
Le cours d'eau s'oriente d'emblée vers le sud-est, direction qu'il maintient tout au long de son parcours. 
Il rejoint l'Aude à Villedubert, à trois kilomètres à l'est (en aval) de la ville de Carcassonne.
La longueur de son cours d'eau est de 19,2 km.

### Communes traversées
Le Trapel traverse successivement, d'amont en aval, les communes de Fraisse-Cabardès, Aragon, Villegailhenc, Conques-sur-Orbiel, Villemoustaussou, Villalier et Villedubert, toutes situées dans le département de l'Aude.

## Affluents
Le Trapel a dix affluents contributeurs (ruisseaux) référencés.

## Hydrologie

### Le Trapel à Villedubert
Le débit du Trapel a été observé sur une période de 27 ans (1982-2008), à Villedubert, localité située au niveau de son confluent avec l'Aude). La surface ainsi étudiée est de 60 km2, soit la quasi-totalité du bassin versant du cours d'eau.
Le module de la rivière à Villedubert est de 0,376 m3/s.
Le Trapel présente des fluctuations saisonnières de débit très importantes. Les hautes eaux se déroulent en hiver et au début du printemps, et se caractérisent par des débits mensuels moyens allant de 0,673 à 0,954 m3/s, de janvier à avril inclus (avec un maximum en février). Au mois de mai, le débit diminue très fortement ce qui mène directement aux basses eaux d'été qui ont lieu de juin à novembre, entraînant une baisse du débit mensuel moyen jusqu'au plancher de 0,029 m3/s au mois d'août, ce qui est très faible. Mais ces moyennes mensuelles cachent des fluctuations encore plus prononcées sur de courtes périodes ou selon les années.

### Étiage ou basses eaux
Aux étiages, le VCN3 peut chuter jusque 0,001 m3/s en cas de période quinquennale sèche, soit 1 litre par seconde, ce qui est très sévère.

### Crues
Les crues peuvent être très importantes, compte tenu de la petitesse de la rivière et de l'exigüité de son bassin versant (seulement 60 km2). Les QIX 2 et QIX 5 valent respectivement 29 et 56 m3/s. Le QIX 10 est de 73 m3/s, le QIX 20 de 90 m3/s, tandis que le QIX 50 n'a pas encore été calculé.
Le débit instantané maximal enregistré à Villedubert a été de 80 m3/s le 1er février 1984, tandis que la valeur journalière maximale était de 51 m3/s le 24 avril 1988. Si l'on compare la première de ces valeurs à l'échelle des QIX de la rivière, l'on constate que cette crue n'était même pas d'ordre vicennal, et donc destinée à se reproduire assez fréquemment.

### Lame d'eau et débit spécifique
Le Trapel n'est pas une rivière très abondante. La lame d'eau écoulée dans son bassin versant est de 199 millimètres annuellement, ce qui est largement inférieur à la moyenne d'ensemble de la France (plus ou moins 320 millimètres par an). C'est aussi nettement inférieur à la moyenne du bassin de l'Aude (289 millimètres par an). Le débit spécifique (ou Qsp) atteint 6,3 litres par seconde et par kilomètre carré de bassin.